# بطولة آسيا لكرة القدم الشاطئية 2019
كانت بطولة آسيا لكرة القدم على الشواطئ 2019 هي الطبعة التاسعة من بطولة آسيا لكرة القدم الشاطئية (الطبعة الثانية الرسمية)، وهي الدورة الرئيسية الأولى لكرة القدم على الشواطئ، التي تنافست عليها الفرق الوطنية للرجال الآسيويين، التي نظمها الاتحاد الآسيوي لكرة القدم.
وقد جرت هذه الدورة في باتايا، تايلاند، في الفترة من 7 إلى 17 مارس 2019. وتعمل البطولة أيضا بوصفها دورة لتأهيل الفرق الآسيوية لبطولة كأس العالم لكرة القدم الشاطئية لعام 2019 في باراغواي؛ ويتأهل الفرق الثلاث الأوائل.
كانت إيران هي المدافعة عن اللقب لكنها أخفقت في الدفاع عن اللقب بعد خسارتها من اليابان في الربع النهائي. وأصبحت اليابان بطلة بعد فوزها على الإمارات في النهائي لتصبح أول فريق يفوز بالبطولة ثلاث مرات.

## المنتخبات
التحق ما مجموعه 15 منتخبا بالدورة.
| الفريق                   | الظهور | أفضل أداء سابق             |
| ------------------------ | ------ | -------------------------- |
| أفغانستان                | الثالث | المركز السادس (2017)       |
| البحرين                  | الثامن | بطل (2006)                 |
| الصين                    | التاسع | المركز الرابع (2006، 2008) |
| إيران                    | التاسع | بطل (2013، 2017)           |
| العراق                   | الخامس | المركز التاسع (2011، 2017) |
| اليابان                  | التاسع | بطل (2009، 2011)           |
| الكويت                   | الثالث | المركز التاسع (2015)       |
| قرغيزستان                | الأول  | الظهور الأول               |
| لبنان                    | الرابع | المركز الرابع (2015، 2017) |
| ماليزيا                  | الثاني | المركز الثامن (2017)       |
| عمان                     | السادس | بطل (2015)                 |
| فلسطين                   | الثاني | المركز السادس (2013)       |
| قطر                      | الرابع | المركز الحادي عشر (2017)   |
| تايلاند (المضيف)         | الرابع | المركز العاشر (2017)       |
| الإمارات العربية المتحدة | الثامن | بطل (2007، 2008)           |

## القرعة
وقد أُجريت المسابقة في 3 ديسمبر 2018 في باتايا، تايلند. وقد تم تجميع الفرق الـ 15 في ثلاث مجموعات من أربعة فرق ومجموعة واحدة تتكون من ثلاثة فرق. وقد أعيد تصنيف الفرق وفقا لأدائها في البطولة النهائية لبطولة آسيا لكرة القدم على الشواطئ 2017، حيث تايلند تم تصنيفها تلقائيًا وتعيينها إلى الموضع A1 في السحب.
| الوعاء 1                                                            | الوعاء 2                                 | الوعاء 3                             | الوعاء 4 (غير مرتبة)          |
| ------------------------------------------------------------------- | ---------------------------------------- | ------------------------------------ | ----------------------------- |
| 1. تايلاند (المضيف) 2. إيران 3. الإمارات العربية المتحدة 4. اليابان | 1. لبنان 2. عمان 3. البحرين 4. أفغانستان | 1. ماليزيا 2. العراق 3. الصين 4. قطر | - فلسطين - الكويت - قرغيزستان |

## الفرق
يجب أن يقوم كل فريق بتسجيل فرقة مكونة من 12 لاعبا، على أن يكون الحد الأدنى من اثنين منهم من حراس المرمى (المادتان 26.1 و26.2 من النظام الأساسي).

## مرحلة المجموعات
يحقق كل فريق ثلاث نقاط للفوز في الزمن الأصلي للمباراة، ونقطتين للفوز في وقت إضافي، ونقطة واحدة للفوز بركلات الجزاء الترجيحية، ولا نقاط للهزيمة. وتقدم الفريقان الأعلى من كل مجموعة إلى الدور ربع النهائي.

كسر التعادل
تصنف الفرق وفقا للنقاط، وإذا تعادلت في نقاط، تطبق معايير كسر التعادل التالية، بالترتيب المقدم، لتحديد الترتيب (المادة 10.5 من النظام الأساسي):
1. النقاط في مباريات التنافس المباشر بين الفرق المتعادلة؛
2. فارق الأهداف في مباريات التنافس المباشر بين الفرق المتعادلة؛
3. الأهداف المسجلة في مباريات التنافس المباشر بين الفرق المتعادلة؛
4. إذا تم التعادل بين أكثر من فريقين، وبعد تطبيق جميع المعايير الواردة أعلاه، لا تزال مجموعة فرعية من الفرق متعادلة، فإن جميع المعايير الواردة أعلاه يعاد تطبيقها حصراً على هذه المجموعة الفرعية من الفرق؛
5. فارق الأهداف في جميع مباريات المجموعة؛
6. الأهداف المسجلة في جميع مباريات المجموعة؛
7. ركلات الجزاء الترجيحية إذا تم التعادل بين فريقين فقط والتقوا في الجولة الأخيرة من المجموعة؛
8. النقاط التأديبية (بطاقة صفراء = 1 نقطة، بطاقة حمراء كنتيجة لبطاقتي صفراء = 3 نقطة، بطاقة حمراء مباشرة = 3 نقاط، بطاقة صفراء يتبعها بطاقة حمراء مباشرة = 4 نقاط)؛
9. سحب القرعة.

جميع الأوقات محلية، وهي توقيت تايلند (بالتوقيت العالمي المنسق+7).
| يوم اللعب   | التواريخ        | المباريات (المجموعة أ–ج) | المباريات (المجموعة د) |
| ----------- | --------------- | ------------------------ | ---------------------- |
| يوم اللعب 1 | 7–8 مارس 2019   | 1 ضد 4، 2 ضد 3           | 3 ضد 1                 |
| يوم اللعب 2 | 9–10 مارس 2019  | 4 ضد 2، 3 ضد 1           | 2 ضد 3                 |
| يوم اللعب 3 | 11–12 مارس 2019 | 1 ضد 2، 3 ضد 4           | 1 ضد 2                 |

### المجموعة الأولى
| م | فريق        | لعب | ك | ك+ | كر | خ | له | عليه | ف  | نقاط | التأهل             |
| - | ----------- | --- | - | -- | -- | - | -- | ---- | -- | ---- | ------------------ |
| 1 | فلسطين      | 3   | 3 | 0  | 0  | 0 | 14 | 9    | +5 | 9    | مرحلة خروج المغلوب |
| 2 | ماليزيا     | 3   | 1 | 0  | 0  | 2 | 12 | 13   | −1 | 3    | مرحلة خروج المغلوب |
| 3 | تايلاند (H) | 3   | 1 | 0  | 0  | 2 | 8  | 10   | −2 | 3    |                    |
| 4 | أفغانستان   | 3   | 0 | 1  | 0  | 2 | 5  | 7    | −2 | 2    |                    |

1. 1 2  نتيجة التنافس المباشر: ماليزيا 5–4 تايلند.

| أفغانستان                                                    | 3–2 (ب.و.إ.) | ماليزيا                                        |
| ------------------------------------------------------------ | ------------ | ---------------------------------------------- |
| - عبد الرؤوف قادري 12' - شهاب علوي 25' - سميع الله محمدي 37' | تقرير        | - محمد نازري سليمان 22' - محمد قشيري أساري 32' |

| تايلاند                                     | 2–5   | فلسطين                                                                             |
| ------------------------------------------- | ----- | ---------------------------------------------------------------------------------- |
| - كومكريت نانان 11' - تاناندون براراتشا 19' | تقرير | - محمد حسن 17'، 24' - علاء عطية 19' - ميسرة البواب 21' - كيتين لورجاناد 33' (ه.ذ.) |

| فلسطين                                               | 3–2   | أفغانستان                  |
| ---------------------------------------------------- | ----- | -------------------------- |
| - فادي العراوي 20' - محمد حسن 32' - محمود النيرب 35' | تقرير | - سميع الله محمدي 12'، 29' |

| ماليزيا                                                                              | 5–4   | تايلاند                                                                 |
| ------------------------------------------------------------------------------------ | ----- | ----------------------------------------------------------------------- |
| - محمد رضوان زاينال 3' (ركل.)، 10' - محمد هاسرول علي 11'، 25' - محمد قشيري أساري 24' | تقرير | - تاناندون براراتشا 20'، 34' - تاكورن ويكايابان 29' - كومكريت نانان 35' |

| ماليزيا                                                                                          | 5–6   | فلسطين                                                                    |
| ------------------------------------------------------------------------------------------------ | ----- | ------------------------------------------------------------------------- |
| - محمد رضوان زاينال 2' - محمد زاهريم يوسف 6'، 19' - محمد قشيري أساري 17' - يوسف شلدان 35' (ه.ذ.) | تقرير | - ميسرة البواب 1'، 19'، 25' - محمود النيرب 16'، 19' - إسلام أبو عبيدة 33' |

| تايلاند                                        | 2–0   | أفغانستان |
| ---------------------------------------------- | ----- | --------- |
| - تاكورن ويكايابان 16' - تاناندون براراتشا 28' | تقرير |           |

### المجموعة الثانية
| م | فريق                     | لعب | ك | ك+ | كر | خ | له | عليه | ف   | نقاط | التأهل              |
| - | ------------------------ | --- | - | -- | -- | - | -- | ---- | --- | ---- | ------------------- |
| 1 | الإمارات العربية المتحدة | 3   | 3 | 0  | 0  | 0 | 15 | 5    | +10 | 9    | #مرحلة خروج المغلوب |
| 2 | لبنان                    | 3   | 2 | 0  | 0  | 1 | 18 | 8    | +10 | 6    | #مرحلة خروج المغلوب |
| 3 | الصين                    | 3   | 1 | 0  | 0  | 2 | 14 | 14   | 0   | 3    |                     |
| 4 | قرغيزستان                | 3   | 0 | 0  | 0  | 3 | 6  | 26   | −20 | 0    |                     |

| لبنان                                                             | 5–3   | الصين                                               |
| ----------------------------------------------------------------- | ----- | --------------------------------------------------- |
| - حسين عبد الله 13'، 29' - هيثم فتال 16'، 30' - محمد مشلب مطر 28' | تقرير | - هان شويغينغ 5' - ليو هاوران 13' - تساي ويمينغ 33' |

| الإمارات العربية المتحدة                                                                             | 6–1   | قرغيزستان            |
| --- | ----- | -------------------- |
| - كمال علي 1' - هشام المنتصر 7' - علي كريم 20' - وليد محمد 23' - هيثم محمد 35' (ركل.) - وليد بشر 36' | تقرير | - كايرات دويشييف 16' |

| قرغيزستان                                        | 2–11  | لبنان |
| ------------------------------------------------ | ----- | --- |
| - كايرات دويشييف 11' - أكتيليك أبديكالي أولو 31' | تقرير | - حسين عبد الله 5'، 26' - حسن القاضي 6'، 34' - هيثم فتال 8'، 31' - محمد مرحي 22'، 27'، 34' - سامح جلال 31' - محمد مشلب مطر 31' |

| الصين                              | 2–6   | الإمارات العربية المتحدة                                                       |
| ---------------------------------- | ----- | ------------------------------------------------------------------------------ |
| - غوو شوتشينجياو 3' - ليو ييسي 36' | تقرير | - علي كريم 9' - عباس علي 9'، 24' - وليد محمد 26' - كمال علي 30' - أحمد بشر 32' |

| الإمارات العربية المتحدة               | 3–2   | لبنان                                   |
| -------------------------------------- | ----- | --------------------------------------- |
| - وليد بشر 11'، 20' - هشام المنتصر 13' | تقرير | - حسين عبد الله 6' - عباس زين الدين 11' |

| الصين | 9–3   | قرغيزستان                                        |
| --- | ----- | ------------------------------------------------ |
| - هان شويشينغ 12' (ركل.)، 15'، 30' - باي فان 18' - ليو هاوران 19'، 30' - ليو ييسي 24' - تساي ويمينغ 24'، 27' | تقرير | - أورمات ديوشينوف 5' - إربول ألمازبيكوف 23'، 32' |

### المجموعة الثالثة
| م | فريق    | لعب | ك | ك+ | كر | خ | له | عليه | ف   | نقاط | التأهل              |
| - | ------- | --- | - | -- | -- | - | -- | ---- | --- | ---- | ------------------- |
| 1 | اليابان | 3   | 3 | 0  | 0  | 0 | 21 | 4    | +17 | 9    | #مرحلة خروج المغلوب |
| 2 | البحرين | 3   | 2 | 0  | 0  | 1 | 12 | 10   | +2  | 6    | #مرحلة خروج المغلوب |
| 3 | الكويت  | 3   | 1 | 0  | 0  | 2 | 11 | 14   | −3  | 3    |                     |
| 4 | قطر     | 3   | 0 | 0  | 0  | 3 | 4  | 20   | −16 | 0    |                     |

| البحرين                                                                 | 5–2   | قطر                                |
| ----------------------------------------------------------------------- | ----- | ---------------------------------- |
| - عبد الله عبد اللطيف 5'، 32' - سلمان اليعقوبي 7'، 31' - أيوب مبارك 28' | تقرير | - سرحان الخليف 13' - حازم سليم 29' |

| اليابان                                                                                          | 8–1   | الكويت                 |
| ------------------------------------------------------------------------------------------------ | ----- | ---------------------- |
| - أوزو موريرا 8'، 12' - تاكاكي أوبا 11'، 25' - شوسي ياماوتشي 13'، 13'، 23' - ماسايوكي كوماكي 31' | تقرير | - عبد اللطيف الحمد 13' |

| الكويت                                   | 2–5   | البحرين                                                                                |
| ---------------------------------------- | ----- | -------------------------------------------------------------------------------------- |
| - محمد حجايا 19' - عبدالرحمن اليعقوب 31' | تقرير | - عباس زبيل 5' - راشد جمال 20'، 30' - عبد اللطيف الحمد 30' (ه.ذ.) - سلمان اليعقوبي 36' |

| قطر                | 1–7   | اليابان                                                                                           |
| ------------------ | ----- | ------------------------------------------------------------------------------------------------- |
| - سرحان الخليف 11' | تقرير | - أوزو موريرا 11'، 22' - شوسي ياماوتشي 11'، 24' - تاكويا أكاغوما 15' - ماسانوري أوكوياما 18'، 20' |

| اليابان                                                                                     | 6–2   | البحرين                                     |
| ------------------------------------------------------------------------------------------- | ----- | ------------------------------------------- |
| - أوزو موريرا 2'، 19' - تاكويا أكاغوما 16' - ماسانوري أوكوياما 18'، 18' - شوسي ياماوتشي 26' | تقرير | - إبراهيم المحجوب 4' - راشد جمال 22' (ركل.) |

| قطر               | 1–8   | الكويت                                                                                                 |
| ----------------- | ----- | --- |
| - فواز الخاطر 26' | تقرير | - عبدالرحمن اليعقوبي 7'، 20'، 34' - عبد اللطيف الحمد 15'، 30'، 35' - محمد حجاية 16' - علي عبد الله 18' |

### المجموعة الرابعة
| م | فريق   | لعب | ك | ك+ | كر | خ | له | عليه | ف  | نقاط | التأهل              |
| - | ------ | --- | - | -- | -- | - | -- | ---- | -- | ---- | ------------------- |
| 1 | عمان   | 2   | 2 | 0  | 0  | 0 | 10 | 6    | +4 | 6    | #مرحلة خروج المغلوب |
| 2 | إيران  | 2   | 1 | 0  | 0  | 1 | 8  | 6    | +2 | 3    | #مرحلة خروج المغلوب |
| 3 | العراق | 2   | 0 | 0  | 0  | 2 | 5  | 11   | −6 | 0    |                     |

| العراق                         | 2–5   | إيران                                                                                        |
| ------------------------------ | ----- | -------------------------------------------------------------------------------------------- |
| - سجاد صلاح 3' - محمد ناجي 27' | تقرير | - علي ميرشكاري 9' - أمير أكبري 12' - حميد بهزادبور 18' - محمد أحمدزاده 28' - محمد مختاري 33' |

| عمان                                                                                   | 6–3   | العراق                                          |
| -------------------------------------------------------------------------------------- | ----- | ----------------------------------------------- |
| - عبد الله مسعود 2'، 15' - خالد العريمي 4'، 12' - سامي البلوشي 18' - إسحاق القاسمي 28' | تقرير | - صلاح حسن 5' - مرتضى قاسم 33' - علي اللامي 36' |

| إيران                                         | 3–4   | عمان                                                                       |
| --------------------------------------------- | ----- | -------------------------------------------------------------------------- |
| - محمد معصوميزاده 4'، 27' - محمد أحمدزاده 36' | تقرير | - مشعل العريمي 7' - جلال السناني 12' - سامي البلوشي 30' - يحيى العريمي 34' |

## مرحلة خروج المغلوب
في مرحلة خروج المغلوب، استخدمت فترة إضافية وركلات الجزاء الترجيحية لتحديد الفائز إذا كان ذلك ضروريا، باستثناء مباراة المركز الثالث التي استخدمت فيها ركلات الجزاء الترجيحية (لا يوجد وقت إضافي) لتقرير الفائز إذا كان ذلك ضروريا (المادتان 14.1 و 15.1 من النظام الأساسي).

### القوس
|  | ربع النهائي              | ربع النهائي              |                          |       | نصف النهائي          | نصف النهائي          |  |  | النهائي | النهائي |
|  |                          |                          |                          |       |                      |                      |  |  |         |         |
|  | 14 مارس                  |                          |                          |       |                      |                      |  |  |         |         |
|  |                          |                          |                          |       |                      |                      |  |  |         |         |
|  | فلسطين                   | 4                        |                          |       |                      |                      |  |  |         |         |
|  | فلسطين                   | 4                        | 15 مارس                  |       |                      |                      |  |  |         |         |
|  | لبنان                    | 3                        |                          |       |                      |                      |  |  |         |         |
|  | لبنان                    | 3                        | فلسطين                   | 0     |                      |                      |  |  |         |         |
|  | 14 مارس                  |                          | فلسطين                   | 0     |                      |                      |  |  |         |         |
|  |                          | اليابان                  | 6                        |       |                      |                      |  |  |         |         |
|  | اليابان (ب.و.إ.)         | اليابان                  | 6                        | 3     |                      |                      |  |  |         |         |
|  | اليابان (ب.و.إ.)         |                          | 17 مارس                  | 3     |                      |                      |  |  |         |         |
|  | إيران                    | 2                        |                          |       |                      |                      |  |  |         |         |
|  | إيران                    | 2                        | اليابان (ج.)             | 2 (3) |                      |                      |  |  |         |         |
|  | 14 مارس                  |                          | اليابان (ج.)             | 2 (3) |                      |                      |  |  |         |         |
|  |                          | الإمارات العربية المتحدة | 2 (1)                    |       |                      |                      |  |  |         |         |
|  | الإمارات العربية المتحدة | الإمارات العربية المتحدة | 2 (1)                    | 8     |                      |                      |  |  |         |         |
|  | الإمارات العربية المتحدة | 15 مارس                  |                          | 8     |                      |                      |  |  |         |         |
|  | ماليزيا                  | 1                        |                          |       |                      |                      |  |  |         |         |
|  | ماليزيا                  | 1                        | الإمارات العربية المتحدة | 3     |                      |                      |  |  |         |         |
|  | 14 مارس                  |                          | الإمارات العربية المتحدة | 3     |                      |                      |  |  |         |         |
|  |                          | عمان                     | 2                        |       | مباراة المركز الثالث | مباراة المركز الثالث |  |  |         |         |
|  | عمان                     | عمان                     | 2                        | 5     | مباراة المركز الثالث | مباراة المركز الثالث |  |  |         |         |
|  | عمان                     |                          | 17 مارس                  | 5     |                      |                      |  |  |         |         |
|  | البحرين                  | 3                        |                          |       |                      |                      |  |  |         |         |
|  | البحرين                  | 3                        | فلسطين                   | 2 (1) |                      |                      |  |  |         |         |
|  |                          |                          |                          |       |                      |                      |  |  |         |         |
|  | عمان (ج.)                | 2 (2)                    |                          |       |                      |                      |  |  |         |         |
|  | عمان (ج.)                | 2 (2)                    |                          |       |                      |                      |  |  |         |         |

### ربع النهائي
| عمان                                                                          | 5–3   | البحرين                                                  |
| ----------------------------------------------------------------------------- | ----- | -------------------------------------------------------- |
| - خالد العريمي 1'، 27' - مشعل العريمي 4' - سامي البلوشي 9' - يحيى العريمي 34' | تقرير | - محمد درويش 1' - راشد جمال 9' - يحيى العريمي 14' (ه.ذ.) |

| اليابان                                       | 3–2 (ب.و.إ.) | إيران                               |
| --------------------------------------------- | ------------ | ----------------------------------- |
| - شوسي ياماوتشي 21' - تاكويا أكاغوما 26'، 38' | تقرير        | - مهدي شيرمحمدي 9' - محمد مرادي 10' |

| الإمارات العربية المتحدة                                                                                | 8–1   | ماليزيا               |
| --- | ----- | --------------------- |
| - محمد الجسمي 3' - هيثم محمد 9'، 34' - كمال علي 10' - علي محمد 24' - وليد محمد 28'، 36' - حميد جمال 35' | تقرير | - محمد هاسرول علي 21' |

| فلسطين                                                                                | 4–3   | لبنان                                 |
| ------------------------------------------------------------------------------------- | ----- | ------------------------------------- |
| - فادي العراوي 13' - إسلام أبو عبيدة 20' - ميسرة البواب 28' - محمود النيرب 35' (ركل.) | تقرير | - هيثم فتال 11'، 28' - محمود مرحي 18' |

### نصف النهائي
يتأهل الفائزون لكأس العالم لكرة القدم على الشواطئ 2019.
| الإمارات العربية المتحدة                        | 3–2   | عمان                                  |
| ----------------------------------------------- | ----- | ------------------------------------- |
| - هشام المنتصر 6' - عباس علي 20' - وليد بشر 34' | تقرير | - نوح الزدجالي 19' - سامي البلوشي 28' |

| فلسطين | 0–6   | اليابان                                                                                            |
| ------ | ----- | -------------------------------------------------------------------------------------------------- |
|        | تقرير | - تاكويا أكاغوما 6' - أوزو موريرا 12'، 30' - تاكاكي أوبا 14' - شوسي ياماوتشي 35' - ناويا ماتسو 36' |

### مباراة المركز الثالث
يتأهل الفائز لكأس العالم لكرة القدم على الشواطئ 2019.
| فلسطين                                   | 2–2   | عمان                                          |
| ---------------------------------------- | ----- | --------------------------------------------- |
| - إسلام أبو عبيدة 11' - فادي العراوي 20' | تقرير | - سامي البلوشي 28'، 31'                       |
| ركلات الترجيح                            |       |                                               |
| - محمود النيرب - ميسرة البواب - عطية     | 1–2   | - عبد الله سالم - خالد العريمي - مشعل العريمي |

### النهائي
| اليابان                                     | 2–2 (ب.و.إ.) | الإمارات العربية المتحدة |
| ------------------------------------------- | ------------ | ------------------------ |
| - ماسايوكي كوماكي 7' - أوزو موريرا 16'      | تقرير        | - علي محمد 22'، 24'      |
| ركلات الترجيح                               |              |                          |
| - أوزو موريرا - شوسي ياماوتشي - تاكاكي أوبا | 3–1          | - هيثم محمد - وليد محمد  |

## الفائز
| بطولة آسيا لكرة القدم على الشواطئ 2019 |
| -------------------------------------- |
| اليابان ثالث لقب                       |

## الجوائز
وقد صدرت الجوائز التالية عند اختتام الدورة:
| أفضل هداف   | اللاعب الأكثر قيمة | جائزة اللعب النظيف       |
| ----------- | ------------------ | ------------------------ |
| أوزو موريرا | أوزو موريرا        | الإمارات العربية المتحدة |

## الهدافون
عدد الأهداف المُسجلة  211 هدفًا  في 29 مباراة، بمتوسط 7.28 هدفًا في المباراة الواحدة.
9 أهداف
- أوزو موريرا

8 أهداف
- شوسي ياماوتشي

6 أهداف
- هيثم فتال
- سامي البلوشي

5 أهداف
- تاكويا أكاغوما
- حسين عبد الله
- ميسرة البواب

4 أهداف
- راشد جمال
- هان شويشينغ
- ماسانوري أوكوياما
- عبد اللطيف الحمد
- عبد الرحمن اليعقوب
- محمد مرحي
- خالد العريمي
- محمود النيرب
- تاناندون براراتشا
- وليد بشر
- وليد محمد

3 أهداف
- سميع الله محمدي
- سلمان اليعقوبي
- تساي ويمينغ
- ليو هاوران
- تاكاكي أوبا
- محمد هاسرول علي
- محمد قشيري أساري
- محمد رضوان زاينال
- إسلام أبو عبيدة
- فادي العراوي
- محمد حسن
- عباس علي
- كمال علي
- علي محمد
- هشام المنتصر

هدفان
- عبد الله عبد اللطيف
- ليو ييسي
- محمد أحمدزاده
- محمد معصوميزاده
- ماسايوكي كوماكي
- محمد حجايا
- إربول ألمازبيكوف
- كايرات دويشييف
- حسن القاضي
- محمد مشلب مطر
- محمد زاهريم يوسف
- مشعل العريمي
- يحيى العريمي
- عبد الله مسعود
- سرحان الخليف
- كومكريت نانان
- تاكورن ويكايابان
- علي كريم
- هيثم محمد

هدف
- شهاب علوي
- عبد الرؤوف قادري
- إبراهيم المحجوب
- محمد درويش
- أيوب مبارك
- عباس زبيل
- باي فان
- غوو شوتشينجياو
- أمير أكبري
- حميد بهزادبور
- علي ميرشكاري
- محمد مختاري
- محمد مرادي
- مهدي شيرمحمدي
- علي اللامي
- صلاح حسن
- مرتضى قاسم
- محمد ناجي
- سجاد صلاح
- ناويا ماتسو
- علي عبد الله
- أورمات ديوشينوف
- أكتيليك أبديكالي أولو
- عباس زين الدين
- سامح جلال
- محمد نازري سليمان
- إسحاق القاسمي
- جلال السناني
- نوح الزدجالي
- علاء عطية
- فواز الخاطر
- حازم سليم
- محمد الجسمي
- أحمد بشر
- حميد جمال
- هيثم محمد

هدف ذاتي
- عبد اللطيف الحمد (ضد البحرين)
- يحيى العريمي (ضد البحرين)
- يوسف شلدان (ضد ماليزيا)
- كيتين لورجاناد (ضد فلسطين)

## فرق مؤهلة لبطولة كأس العالم لكرة القدم على الشواطئ 2019
تتأهل الفرق الثلاثة التالية من الاتحاد الآسيوي لكرة القدم لكأس العالم لكرة القدم على الشواطئ 2019.
| المنتخب                  | تأهل في      | العروض السابقة في كأس العالم لكرة القدم على الشواطئ1 فقط عهد الفيفا (منذ عام 2005) |
| ------------------------ | ------------ | ---------------------------------------------------------------------------------- |
| الإمارات العربية المتحدة | 15 مارس 2019 | 5 (2007، 2008, 2009, 2013، 2017)                                                   |
| اليابان                  | 15 مارس 2019 | 9 (2005، 2006، 2007، 2008، 2009، 2011، 2013، 2015، 2017)                           |
| عمان                     | 17 مارس 2019 | 2 (2011، 2015)                                                                     |

يشير الخط الأسود إلى البطل لذلك العام. ويشير الخط المائل إلى المضيف لذلك العام.

## وصلات خارجية
- الموقع الرسمي
, the-AFC.com
- AFC Beach Soccer Championship 2019, stats.the-AFC.com
- AFC Beach Soccer Championship Thailand 2019, at Beach Soccer Worldwide
- 2019 Asian Cup, at Beach Soccer Russia (in Russian)